# اتوواه (تنسی)
اتوواه(به انگلیسی: Etowah) شهری در ایالت تنسی کشور ایالات متحده آمریکا است که جمعیت آن در سرشماری سال ۲۰۱۰ میلادی، ۳٬۴۹۰ نفر بوده‌است.